# Élections législatives luxembourgeoises de 1896
Les élections législatives de 1896 ont eu lieu au scrutin indirect le 9 juin 1896 afin de renouveler vingt-quatre des quarante-quatre membres de la Chambre des députés. 
Les électeurs des cantons d'Esch-sur-Alzette et de Luxembourg-Campagne se rendent aux urnes afin d'élire un septième et sixième député respectivement en raison de l'accroissement de la population dans ces cantons. Le canton de Remich perd quant à lui un siège de député.

## Composition de la Chambre des députés
| Circonscription     | Sièges | Députés                   |
| ------------------- | ------ | ------------------------- |
| Echternach          | 3      | Joseph Brincour           |
| Echternach          | 3      | Jean Foehr                |
| Echternach          | 3      | Pierre Joerg              |
| Esch-sur-Alzette    | 7      | Charles-Léon Metz (lb)    |
| Esch-sur-Alzette    | 7      | Alexandre de Gerlache     |
| Esch-sur-Alzette    | 7      | Auguste Collart           |
| Esch-sur-Alzette    | 7      | Charles de Tornaco (lb)   |
| Esch-sur-Alzette    | 7      | Caspar Mathias Spoo (lb)  |
| Esch-sur-Alzette    | 7      | Eugène Steichen (lb)      |
| Esch-sur-Alzette    | 7      | Théodore de Wacquant (lb) |
| Luxembourg-Campagne | 6      | Auguste Laval-Metz (lb)   |
| Luxembourg-Campagne | 6      | Emile Bastian (lb)        |
| Luxembourg-Campagne | 6      | Charles Crocius (lb)      |
| Luxembourg-Campagne | 6      | Jules Fischer (lb)        |
| Luxembourg-Campagne | 6      | Théodore de La Fontaine   |
| Luxembourg-Campagne | 6      | Adolphe Schmit            |
| Mersch              | 3      | Edgard Leibfried          |
| Mersch              | 3      | Alphonse Eichhorn (lb)    |
| Mersch              | 3      | Gustave Wilhelmy (lb)     |
| Remich              | 2      | Gustave Velter            |
| Remich              | 2      | Jean-Pierre Knepper (lb)  |
| Wiltz               | 3      | Charles Mathieu (lb)      |
| Wiltz               | 3      | Constant Reding           |
| Wiltz               | 3      | Michel Weynandy           |